# Evelyne Dirren
Evelyne Dirren, švicarska alpska smučarka, * 29. julij 1956, Schönried, Švica.
Nastopila je na Svetovnem prvenstvu 1978, kjer je osvojila trinajsto mesto v smuku. V svetovnem pokalu je tekmovala tri sezone med letoma 1977 in 1980 ter dosegla eno uvrstitev na stopničke v smuku. V skupnem seštevku svetovnega pokala je bila najvišje na 33. mestu leta 1978, leta 1979 je bila štirinajsta v smukaškem seštevku.